# Coprosma menziesii
Coprosma menziesii är en måreväxtart som beskrevs av Asa Gray. Coprosma menziesii ingår i släktet Coprosma och familjen måreväxter. Inga underarter finns listade i Catalogue of Life.